# اسپلتر
فیلم اسپلَتِر (انگلیسی: Splatter film) زیرشاخه‌ای از ژانر وحشت است که به‌طور عمدی بر نمایش صحنه‌های خون‌آلود و خشونت عریان تمرکز دارد. این نوع فیلم‌ها، معمولاً با استفاده از جلوه‌های ویژه، شیفتگی خاصی نسبت به ارائه تصاویر اغراق‌آمیز آسیب و تکه‌تکه شدن بدن انسان دارند.
اصطلاح «سینمای اسپلتر» توسط جورج ای. رومرو برای توصیف فیلم خودش، طلوع مردگان ابداع شد؛ گرچه به زعم منتقدان این فیلم صرفاً به‌خاطر بهره‌برداری از خشونت تولید نشده و اهداف والاتری همچون نقد اجتماعی را دنبال می‌کند.
ژانر اسپلتر با انتشار کتاب «فیلم‌های اسپلتر» (Splatter Movies) نوشتهٔ جان مک‌کارتی در سال ۱۹۸۱ رواج بیشتری یافت.
این کتاب نخستین اثر مهمی بود که تلاش کرد «فیلم اسپلتر» را تعریف و تحلیل کند. مک‌کارتی در آن مطرح می‌کند که اسپلتر بازتابی از روندهای گسترده‌تر در تولید فیلم است. هرچند تمرکز اصلی کتاب بر فیلم‌های وحشت افراطی است، اما فهرست فیلم‌هایی که ارائه می‌دهد طیف نسبتاً متنوعی از آثار — عمدتاً از دهه ۱۹۶۰ تا اواخر دهه ۱۹۷۰ — را نیز در بر می‌گیرد؛ آثاری از قبیل دردسر زن اثر جان واترز، نیروی مگنوم اثر تد پست، جبرووکی اثر تری گیلیام و سواران خستگی‌ناپذیر اثر والتر هیل. این فهرست نشان می‌دهد که تأثیر کارگردانانی مانند سم پکینپا یا اندی وارهول به همان اندازه در شکل‌گیری ژانر اسپلتر مهم بوده که تأثیر منابع کلاسیکی چون تئاتر گراند گونیول، فیلم‌های کمپانی همر فیلمز و آثار هرشل گوردون لوئیس.
اواخر قرن بیستم و اوایل قرن بیست‌ویکم، استفاده از خشونت گرافیکی در سینما با عباراتی چون «پورن شکنجه» یا «گورنو» توصیف شده است — که حاصل هم‌آمیزی واژه‌های gore (خون‌ریزی) و porno است. در مقابل، فیلم‌های دیگری نیز ساخته شده‌اند که با خشونت اغراق‌آمیز و فراتر از واقعیت همراه‌اند ولی اغلب مایه‌های کمدی دارند و در دسته‌ای به نام «اسپلَتستیک» (ترکیب splatter و slapstick به معنی خشونت خنده‌دار) قرار می‌گیرند.